# 山口女子高専生殺害事件
山口女子高専生殺害事件（やまぐちじょしこうせんせいさつがいじけん）は、2006年（平成18年）8月28日、山口県周南市にある国立徳山工業高等専門学校の研究室で、この学校に通う5年生の20歳の女子学生が、他殺体で発見された事件である。

## 概要

### 経緯
2006年（平成18年）8月28日、ある女子学生の姿が見えなくなったのを友人の女子学生が不審に思い、教員と共に探していた。当日は夏休み中であったが、女子学生は熊本大学3年への編入試験に合格しており、研究室で卒業研究や前期末試験に向けた勉強をするため、自主登校していた。
午後3時頃、女子学生の所属する研究室で、探していた女子学生が荷造り用のビニール紐で首を絞められた状態で床に倒れ、死亡しているのを、捜していた女性職員が見つけた。死因は頸部圧迫による窒息死と判明。死亡推定時刻は8月28日午前10時半～正午ごろ。首以外の外傷は見られなかったという。
この研究室には鍵が掛かっており、密室状態であった。なお、事件が起きたと見られる研究室の鍵は、日本国外に出張中の女性教員の他に、この研究室に所属する5人全てが合い鍵を所持していた。
山口県警は、研究室近くにいた学生らが不審な物音を聞いていないことなどから、顔見知りによる犯行とみて捜査。教職員や学生らから事情を聞いたところ、連絡が取れなくなっている少年が浮上した。
犯人と見られる少年は、前日に電子メールで「課題を教えて欲しい」と伝えており、あらかじめ待ち構えていたとみられる。被害者の爪には、抵抗した際に付いたと思われる犯人の血液と皮膚片が残されていた。遺体の着衣には一部乱れがあった。
また、被害者は事件直前、現場の研究室に1人でいるのを目撃されていた。被害者は8月28日午前10時ごろ、同級生の女子学生と登校。その直後、研究室とは別棟にある談話室で、被害者と女子学生らが談笑しているのを別の複数の学生が目撃している。同10時半ごろ、女子学生とみられる女性と被害者が研究室の方へ歩いているのを別の男子学生が目撃していた。男子学生はこれ以前に研究室にいるところを学校関係者に目撃されていた。
被害者は間もなく、女子学生と別れ、研究室へ向かった。約1時間後の午前11時ごろ、この女子学生が研究室へ行き、被害者の名前を呼んだが、室内に人気はなく、返事もなかったという。携帯電話にも出なかった。以上のことから、午前10時半から午前11時までの30分間で被害者は殺害されていた可能性が高いと県警はみている。
山口県警察本部は、被害者の体などに付着していた毛髪をDNA鑑定し、毛髪がこの研究室に所属する19歳の男子学生のものであると判断、翌日の8月29日にこの学生を殺人の疑いで逮捕状を山口地方裁判所に請求。即日発付され、9月1日にこの学生を殺人の疑いで全国に指名手配した。
犯人と見られる少年は、自身が保有しているホンダ製の青い原付バイクが自宅から無くなっていることから、これを使って逃走していたとみられていた。
その後9月7日に学校からほど近い山口県下松市の山林脇に少年のものと同じ青い原付バイクを発見、さらにそこから入った山林の中で少年の遺体が発見される。側の2本の木にロープがかかっており、首吊り自殺とみられる。この遺体は指名手配中であった男子学生と確認された。遺体は一部が白骨化しており、事件から程なくして亡くなったものとみられている。
9月7日の週刊新潮（9月14日号）では捜査関係者の話として遺体に精液が付着していたという話が載せられた。犯人と見られる少年は「レイプもの」のビデオ・DVDを大量に保管しており、特に「本物の強姦シーン」を映して警察に摘発され、バッキー事件として有名となった「バッキービジュアルプランニング」のビデオはほぼ一通り揃えていた。
山口県警察捜査本部は、男子学生が前日午後に被害者の携帯電話にメールを送っていた事、自宅からビニールひもを持ち込んでいた事などから「確定的な殺意があった」と断定し、10月31日に死亡した同少年を山口県警察が被疑者死亡のまま強姦致死及び殺人容疑で山口地方検察庁に書類送検した。被害者の両親は「強姦致死」の罪名について「事実をしっかり伝えてほしい」と警察に対し要望した。その後、11月27日付けで、被疑者死亡のため起訴の条件を満たさないとして、不起訴処分となっている。

## 少年という壁
指名手配の際、山口県警は男子学生が未成年であることと、再犯の可能性が薄いことを理由に匿名のまま少年を指名手配したが、これに対して一部専門家の間で「手配中は氏名と顔写真を公表すべきだ」という意見がなされた。少年法には「家庭裁判所の審判に付された少年又は少年のとき犯した罪により公訴を提起された者」の推知報道を禁止しているが、手配中の未成年者に関しては公表してはならないという条文がないので、文言通りに解釈すれば「家庭裁判所の審判に付されるか、少年のとき犯した罪により公訴を提起される」までは公表しても違法ではないが、報道各社は協定により自粛していた。
だが9月7日には週刊新潮が重大事件を起こしかねないと独自に判断し、顔写真と氏名を掲載したものの、発売当日の午後になって少年の遺体が発見されることとなった。また、結果的に指名手配された少年が亡くなったため、テレビ朝日と日本テレビ・読売新聞では「（匿名とする理由としている）少年の更生の機会が失われた」との理由で、容疑者として少年の実名を報道した。そのほかの新聞社によっても対応が分かれており、朝日新聞社では朝日新聞は匿名であったが、週刊朝日は実名報道をした。また産経新聞は少年が発見されない段階では、少年犯罪者の匿名報道に批判的な記事を掲載していたが、実名報道は最後まで自粛した。